# ريك فلير
ريك فلير مصارع أمريكي يلقب بفتى الطبيعة (بالإنجليزية: The Nature Boy) ولد في 25 فبراير 1949 بدء مشواره في عالم المصارعة الحرة سنة 1972 واعتزل في راسلمينيا 24 بعد خسارته امام شون مايكل سنة 2008 لكنه عاد ليلعب مباراة أخرى سنة 2022 وخلال هذه الفترة التي دامت 36 عاما كان من أبرز اعدائه هولك هوغان والأندرتيكر وأندريه العملاق يعد أول من حمل حزام بطولة العالم للمصارعةالعالم للوزن الثقيل وهو حاليا في اتحاد المصارعة aew 

## وصلات خارجية
- ريك فلير على موقع IMDb (الإنجليزية)
- ريك فلير على موقع ميتاكريتيك (الإنجليزية)
- ريك فلير على موقع روتن توميتوز (الإنجليزية)
- ريك فلير على موقع إن إن دي بي (الإنجليزية)
- ريك فلير على موقع قاعدة بيانات الفيلم (الإنجليزية)
- ريك فلير على موقع دبليو دبليو إي (الإنجليزية)
- ريك فلير على موقع WrestlingData.com (الإنجليزية)
- ريك فلير على موقع CageMatch worker (الإنجليزية)
- ريك فلير على موقع قاعدة بيانات المصارعة على الإنترنت (الإنجليزية)
- ريك فلير على موقع عالم المصارعة على الإنترنت (الإنجليزية)

- صفحة Ric Flair على دبليو دبليو إي.كوم
- الموقع الرسمي
- Professional Wrestling Hall of Fame Profile نسخة محفوظة 23 سبتمبر 2017 على موقع واي باك مشين.